# Sárközi Anita
Sárközi Anita (Budapest, 1965. május 7. –) EMeRTon-díjas magyar énekesnő.

## Élete
1984-ben a Pesti Műsor és a MHV Start közös Tini sztár kerestetik című tehetségkutatóján kezdte meg a színpadi pályafutását. Sík Olga tanárnő növendéke volt az Országos Szórakoztatózenei Központ (OSZK) Stúdiójában, ahol A kategóriás énekesnői vizsgát tett 1986-ban. Ezután a Petőfi Csarnok Csillagfény diszkójában szerepelt rendszeresen, ahol külföldi előadók dalait adta elő. 1986-ban vokalistaként közreműködött Komár László Te vagy a játékom című nagylemezén.
1987-ben ismerte meg a nevét a közönség, Tímár Péter: Moziklip című filmjében, amelyben Lerch István – Demjén Ferenc Várj rám című dalát énekelte. Ekkoriban énekelte a Széjjel szórom c. dalt is. 1987-ben Bukarestben, Rostockban és Finnországban szerepelt zenei fesztiválokon.
1988-tól fellépett a Z’Zi Labor a Zizi űrbázis jelentkezik, majd a Betlehemi csillag című zenés mesejátékaiban. 1988 tavaszán a pozsonyi Lyra Fesztiválon elnyerte a legjobb külföldi női előadó díját, szintén ebben az évben a Z’Zi Labor Maradj meg nekem című dalával megnyerte a Siófokon megrendezett II. Interpop Fesztivál nagydíját. Lemezszerződést kötött a Hungaroton kiadóval, ahol két sikeres nagylemezt készített. Számtalan koncert, TV-rádió felkérés követte a fesztivált, és a két nagylemez anyagával bejárta az országot.
A lemezszerződéssel egy időben felkérték a Magyar Televízió könnyűzenei slágerlista műsorának, a Popkorongnak a műsorvezetői feladatára, amit 3 évig vezetett. Emellett a Tízen Túliak Társasága meghívott műsorvezetője volt.
Az 1990-es évek elején a Filmslágerek című lemezre énekelte a Több mint testőr című film nagy sikerű betétdalát (I Will Always Love You). Ezért a dalért a szakma neki ítélte 1993-ban az EMeRTon-díjat. Az 1993 nyarán megjelent Exclusive című lemeze bolti forgalomban nem, csak megrendelésre volt kapható. A régi és új dalokat tartalmazó album bevételével a pörbölyi autóbusz-baleset gyermek sérültjeit támogatta.
1994-ben az A3 Televízió alapító tagja, annak névváltása után 1996-tól az Msat TV zenei szerkesztője, műsorvezetője volt. E két televízióban kifejezetten könnyűzenei műsorokat (slágerlistákat, talk-show-kat, élő adásokat) vezetett; később más műsorok szerkesztésével is foglalkozott.
1996-ban részt vett a Magyar Televízió eurovíziós nemzeti válogatójában, ahol a második helyet szerezte meg. Szalóki Ágival közösen adta elő a Szerelmes dalt.
A 2000-ben kiadott Csak a vágy című albummal tért vissza a könnyűzenei életbe. Címadó dalát Demjén Ferenccel duettben énekelte. 2002-ben megjelent Vallomások című albuma, 2004-ben Van másik út válogatáslemeze, 2008-ban pedig a jubileumi XX. albuma.

## Szólólemezek
| Év   | Album                                       | Legmagasabb helyezés                   | Minősítés |
| Év   | Album                                       | MAHASZ Top 40 album- és válogatáslemez | Minősítés |
| ---- | ------------------------------------------- | -------------------------------------- | --------- |
| 1989 | Anita - Megjelenés: 1989.                   | -                                      |           |
| 1991 | Miért legyek jó? - Megjelenés: 1991.        | -                                      |           |
| 1993 | Exclusive - Megjelenés: 1993.               | -                                      |           |
| 2000 | Csak a vágy... - Megjelenés: 2000           | 22                                     |           |
| 2002 | Vallomások - Megjelenés: 2002.              | -                                      |           |
| 2008 | Álmokon túl - Megjelenés: 2008. október 30. | -                                      |           |

## Slágerlistás helyezés
| Év                  | Dal                | Legmagasabb helyezés | Legmagasabb helyezés   | Legmagasabb helyezés | Legmagasabb helyezés | Legmagasabb helyezés         | Legmagasabb helyezés | Legmagasabb helyezés | Album      |
| Év                  | Dal                | VIVA Chart           | Mahasz Editors’ Choice | Mahasz Rádiós Top 40 | Mahasz Dance Top 40  | MAHASZ Single (track) Top 10 | EURO 200             | Svédország           | Album      |
| ------------------- | ------------------ | -------------------- | ---------------------- | -------------------- | -------------------- | ---------------------------- | -------------------- | -------------------- | ---------- |
| 2002                | Vallomás           | -                    | -                      | -                    | -                    | 7                            | -                    | -                    | Vallomások |
|                     |                    | Összesítés           |                        |                      |                      |                              |                      |                      |            |
| 1. helyezett számok |                    |                      |                        |                      |                      |                              |                      |                      |            |
| Top 10-be bekerült  | Top 10-be bekerült |                      |                        |                      |                      | 1                            |                      |                      |            |
| Top 40-be bekerült  | Top 40-be bekerült |                      |                        |                      |                      | 1                            |                      |                      |            |

## Díjak, elismerések
- Pozsonyi Líra legjobb külföldi női előadó díja – Pozsony 1988.
- Interpop fesztivál nagydíja – Siófok 1988.
- eMeRTon-díj, az év felfedezettje - 1993
- Magyar Toleranciadíj – Budapest 2010.
- Magyar Jótékonysági Díj – Budapest 2011.
- Emberi Hang díj 2021.
- Magyar Esélyegyenlőségi Díj (2023)